# Eugen Dimitriu
Eugen Dimitriu (n. 1 octombrie 1923, Județul Cetatea-Albă, România – d. 1 iulie 2020, Suceava, România) a fost un publicist, scriitor, traducător, muzeograf și cercetător român, membru al Uniunii Scriitorilor din România și al Societății Scriitorilor Bucovineni.

## Biografie

### Studii
Eugen Dimitriu a urmat școala primară în Telenești, județul Orhei, apoi Liceul „Nicu Gane” din Fălticeni, pe care l-a absolvit în 1943. Și-a continuat studiile la Facultatea de Drept a Universității „Alexandru Ioan Cuza” din Iași, pe care însă nu le-a finalizat deoarece a fost arestat în cel de-al patrulea an de facultate.
Anii de detenție 1948-1954
A fost întemnițat politic la Fălticeni, Suceava, Văcărești, Jilava, Pitești, Târgu Ocna, Aiud. A fost considerat eroul care a oprit cea de-a treia încercare de a porni „reeducarea” la Sanatoriul penitenciar de la Târgu Ocna (1 mai 1951).
Locuri de muncă
Muncitor vopsitor la „I. C. Frimu” Fălticeni (1954-1958);
Traducător Stațiunea Pomicolă Fălticeni (1958-1965);
Traducător Stațiunea Agricolă Suceava (1965-1971);
Muzeograf Muzeul Fălticeni (1971-1972);
Pune bazele Galeriei Oamenilor de Seamă din Fălticeni; ghid la Galerie (1972-1975).
Muzeograf Muzeul Județean Suceava (1976-1985) unde a organizat, după criterii științifice Fondurile Documentare Leca Morariu, Petru Comarnescu, Simion Florea Marian; a condus Casa Memorială „Simion Florea Marian” până în 1985.

## Activitatea literară
Cărți publicate:
- 1984-1985, Știința în Bucovina, în colaborare, vol. II-III, Suceava
- 1987, Pagini bucovinene (1982-1986) - Ghid bibliografic, 1987, Suceava, Biblioteca Județeană
- 1991, Simion Florea Marian și corespondenții săi (cu Petru Froicu),  București, Editura Minerva
- 2001, Lovineștii, Iași, Editura Spiru Haret
- 2002, Orașul Muzelor. Case și locuri memoriale la Fălticeni, Suceava, Editura "Bucovina istorică"
- 2004, Cazabanii: O cronică de familie, București, Editura Regia Autonomă "Monitorul Oficial", București
- 2006-2007, Scrisori către Leca Morariu, vol I-III,  Suceava, Fundația Culturală „Leca Morariu” și Biblioteca „I.G. Sbiera”
- 2007, Cazabanii de la Fălticeni, Suceava, Editura Lidana
- 2007, Les Cazaban - Une chronique de famille, Edition Universal Dalsi, București
- 2007, Sub cerul Basarabiei natale, Suceava
- 2009, Un album al viselor frumoase, Suceava, Editura George Tofan
- 2010, Lumini fălticenene (vol. I-II), Suceava, Editura Mușatinii
- 2011, Lumini bucovinene (vol. I-II), Suceava, Editura Mușatinii
- 2012, Virgil Tempeanu. Viața și opera (în colab. cu V. Gh. Popa) (vol. I-II), Iași, Editura Demiurg Plus
- 2013, Corespondență fălticeneană (vol. I-II), Iași, Editura PIM
- 2015, Dicționar al personalităților fălticenene, Iași, Ed. Tipo Moldova
- 2015, Teologia în Bucovina (de la începuturi până la 1986) (vol. I-II), Iași, Ed. Tipo Moldova
- 2016, La sfat cu amintirile..., Iași, Ed. Tipo Moldova
- 2017, Eroi fălticeneni în primul război mondial, Suceava, Ed. Lidana
- 2023, Vinovăția perpetuă, Pătrăuți, Ed. Heruvim

## Recunoașteri publice
Pentru activitatea sa, Eugen Dimitriu a primit tiltul de Cetățean de onoare al Municipiului Fălticeni în 2002. În 2011 Uniunea Scriitorilor din România, Filiala Iași i-a acordat Premiul de Excelență pentru întreaga activitate literară.